# Ignacy Załuski
Ignacy Tabasz Załuski herbu Junosza (zm. 21 lipca 1777) – starosta zawichojski i chęciński w latach 1760-1774, rotmistrz powiatu chęcińskiego w 1764, starosta ojcowski, hrabia cesarstwa od 18 maja 1776, syn Jana Prospera, ojciec Teofila.
W 1764 był elektorem  Stanisława Augusta Poniatowskiego z województwa sandomierskiego. Był posłem na sejm koronacyjny 1764 roku z województwa sandomierskiego.